# إليسيو ريفيرو
إليسيو ريفيرو (بالإسبانية: Eliseo Rivero)‏ (مواليد 27 ديسمبر 1957) هو لاعب كرة قدم. يلعب مع منتخب الأوروغواي لكرة القدم. سبق له أن لعب في كأس العالم لكرة القدم مع منتخب بلاده.

## روابط خارجية
- إليسيو ريفيرو على موقع الاتحاد الدولي (مؤرشف)  (الإنجليزية)
- إليسيو ريفيرو على موقع قاعدة بيانات كرة القدم.إي يو (الإنجليزية)
- إليسيو ريفيرو على موقع ناشيونال فوتبول تيمز (الإنجليزية)
- إليسيو ريفيرو على موقع عالم كرة القدم.نت (الإنجليزية)